# Souvenirs de Munich
Les Souvenirs de Munich, « fantaisie en forme de quadrille sur les thèmes favoris de Tristan et Isolde », est une œuvre d'Emmanuel Chabrier pour piano à quatre mains, composée en 1885-1886 et parodiant le matériau musical de l'opéra de Wagner. Cette suite de cinq pièces brèves est publiée en 1911 aux éditions Costallat.

## Présentation
L'œuvre est en cinq mouvements :
1. Pantalon — mouvement vif à 
 reprenant l'appel « Heil, König Marke » à la fin de l'acte I,
2. Été — à 
, reprenant le leitmotive nocturne du début de l'acte II,
3. Poule — à 
, reprenant le « thème de Tristan » de l'ouverture,
4. Pastourelle — à 
, reprenant le récit de Kurwenal de l'acte I,
5. Galop — à 
, reprenant le premier grand air d'Isolde de l'acte I.

Les Souvenirs de Munich sont dédiés à Antoine Lascoux, « ardent défenseur en France du maître de Bayreuth » et ami du compositeur, représenté debout en chapeau haut-de-forme dans le tableau de Fantin-Latour Autour du piano, derrière Chabrier assis au piano.
L'œuvre est publiée en 1911 aux éditions Costallat. Par la suite, Gustave Samazeuilh en réalise une transcription pour piano seul.

## Analyse
Selon Roger Delage, spécialiste de la musique d'Emmanuel Chabrier, « un esprit superficiel pourrait s'étonner que le même homme qui avait sangloté à Munich en entendant les violoncelles attaquer le la du prélude de Tristan et Isolde ait composé peu après les irrévérencieux Souvenirs de Münich, fantaisie en forme de quadrille sur les thèmes favoris de Tristan et Isolde », pour piano à quatre mains. Ce serait oublier, ainsi que le dira Marcel Proust, que « si l'on cherche ce que la vraie grandeur imprime en nous, c'est trop vague de dire que c'est le respect, et c'est même plutôt une sorte de familiarité. Nous sentons notre âme, ce qu'il y a de meilleur et de plus sympathique en nous, en eux, et nous nous moquons d'eux comme de nous-mêmes ».
Francis Poulenc considérait comme un « extraordinaire petit chef-d'œuvre » cette « œuvre mineure [qui] nous éclaire profondément sur la personnalité humoristique et créatrice de Chabrier, admirateur éperdu de Wagner mais qui, lorsqu'il s'agissait de rire un bon coup, n'y allait pas de main morte. Chez lui l'admiration la plus totale n'excluait pas le sans-façon ». Pour Poulenc, « Souvenirs de Munich est irrésistible de drôlerie. Les principaux thèmes de Tristan y paraissent avec des faux nez, des barbes postiches à l'exception du thème du duo d'amour, à peine transformé (tout de même !!). Ce qu'il y a d'étonnant c'est que cela donne du Chabrier cent pour cent comme les Ménines de Velasquez vues par Picasso donnent du Picasso. Personnellement, ce quadrille m'enchante ».

## Discographie
- Emmanuel Chabrier : L'Œuvre pour piano par Pierre Barbizet et Jean Hubeau (2CD Erato, 1982).

### Ouvrages généraux
- Gustave Samazeuilh, Musiciens de mon temps : Chroniques et souvenirs, Paris, Éditions Marcel Daubin, 1947, 430 p.
- François-René Tranchefort, Guide de la musique de piano et de clavecin : Emmanuel Chabrier, Paris, Fayard, coll. « Les Indispensables de la musique », 1987, 869 p. (ISBN 978-2-213-01639-9), p. 201-206.

### Monographies
- Francis Poulenc et Jean-Philippe Biojout, Emmanuel Chabrier, Bleu nuit éditeur, coll. « horizons » (no 100), 2024, 175 p. (ISBN 978-2-35884-134-4).